# Гороховка (Брянская область)
Гороховка — деревня в Брянском районе Брянской области, в составе Новосельского сельского поселения. Расположена в 2 км к югу от села Новосёлки, на правом берегу Судости. Население — 5 человек (2010).

## История
Возникла в середине XIX века (первоначальное название — Горохова Слобода), бывшее владение Небольсиных. Входила в приход села Барышья.
С 1861 по 1924 в Госамской волости Брянского (с 1921 — Бежицкого) уезда, в 1924—1929 в Овстугской волости.
С 1929 по 1957 год — в Жирятинском районе. С 1920-х гг. до 1954 в Шапкинском (Барышенском) сельсовете; в 1960—1966 гг. в Жирятинском сельсовете.
| Годы      | 1866 | 1926 | 1979 | 1989 | 2002 | 2010 |
| --------- | ---- | ---- | ---- | ---- | ---- | ---- |
| Население | 176  | 381  | 26   | 4    | 3    | 5    |